# Dataminae

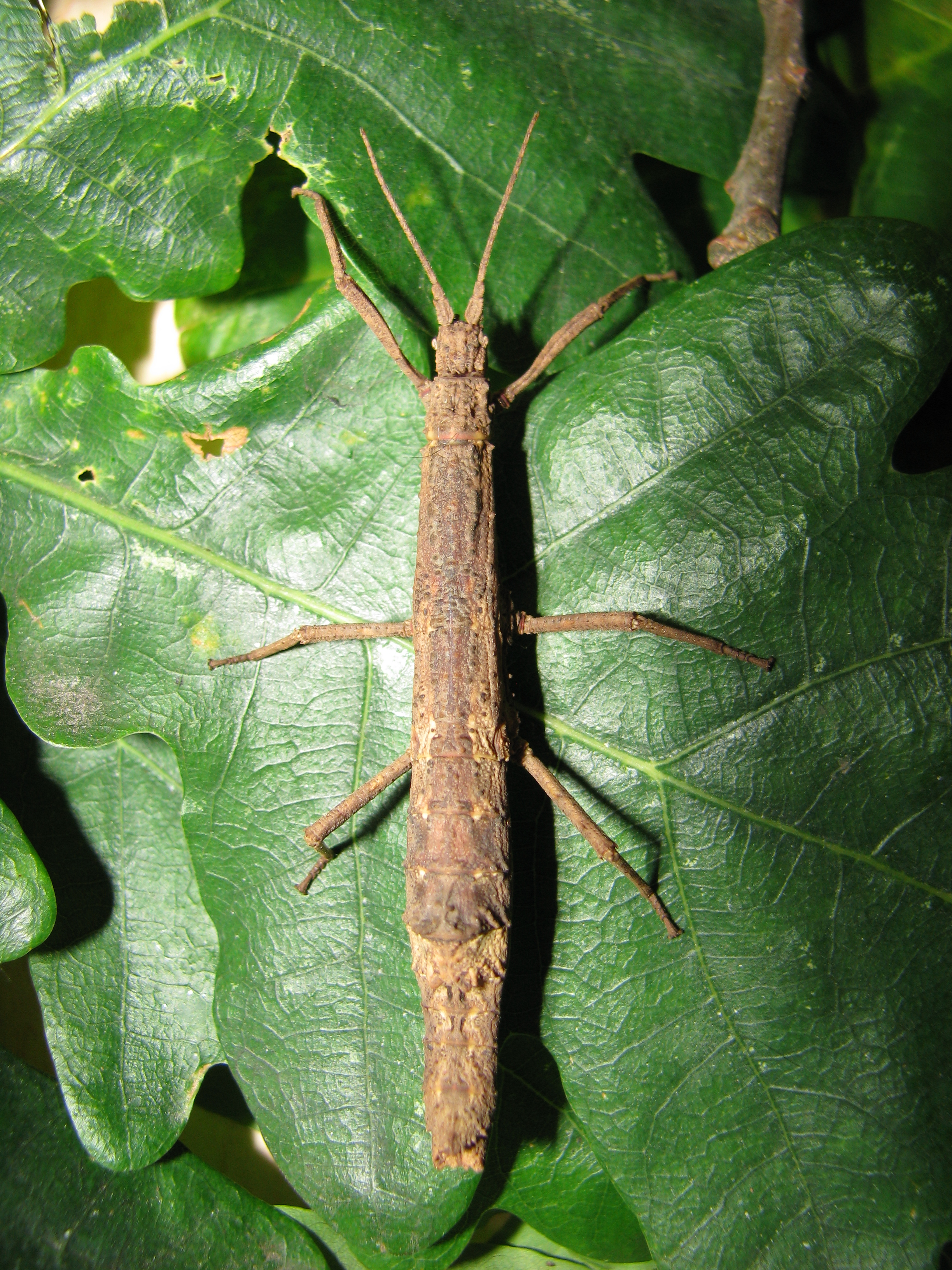
Orestes mouhotii

A Dataminae a rovarok (Insecta) osztályának a botsáskák (Phasmatodea) rendjéhez, ezen belül a Heteropterygidae családjához tartozó alcsalád.

## Rendszerezés
Az alcsaládba az alábbi nemzetség, nemek és fajok tartoznak:
- Datamini
  - Dares
  - Epidares Redtenbacher, 1906
    - Epidares nolimetangere - szinonimája: Phasma nolimetangere

  - Orestes Redtenbacher, 1906
    - Orestes mouhotii - szinonimák: Dares fulmeki, Orestes verruculatus

  - Planispectrum
  - Pylaemenes
  - Spinodares Bragg, 1998
    - Spinodares jenningsi

  - Woodlarkia Günther, 1932
    - Woodlarkia scorpionides